# Gortynía
Gortynía (griego: Γορτυνία) es un municipio de la República Helénica perteneciente a la unidad periférica de Arcadia de la periferia de Peloponeso.
El municipio se formó en 2011 mediante la fusión de los antiguos municipios de Dimitsana (la actual capital municipal), Iraía, Kleítor, Kontovázaina, Langadia, Trikólonoi, Tropaia y Vytina, que pasaron a ser unidades municipales. El municipio tiene un área de 1050,9 km².
En 2011 el municipio tiene 10 109 habitantes.
Se ubica en el noroeste de la periferia en torno a la carretera 74, entre Trípoli y Pirgos.